# Токари (деревня, Могилёвская область)
Токари́ (бел. Такары) — деревня в составе Сычковского сельсовета Бобруйского района Могилёвской области Беларуси.

## Фотогалерея

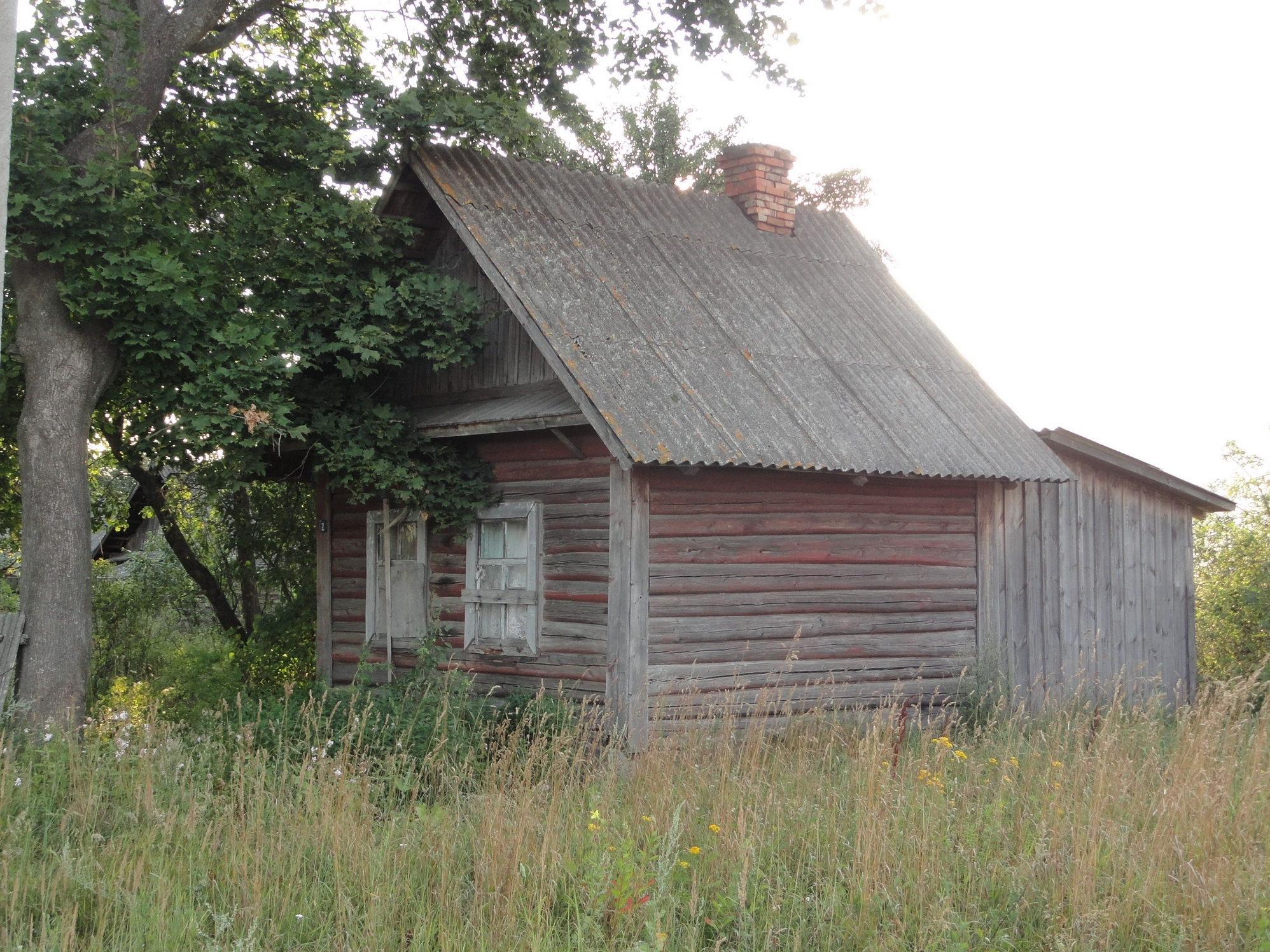
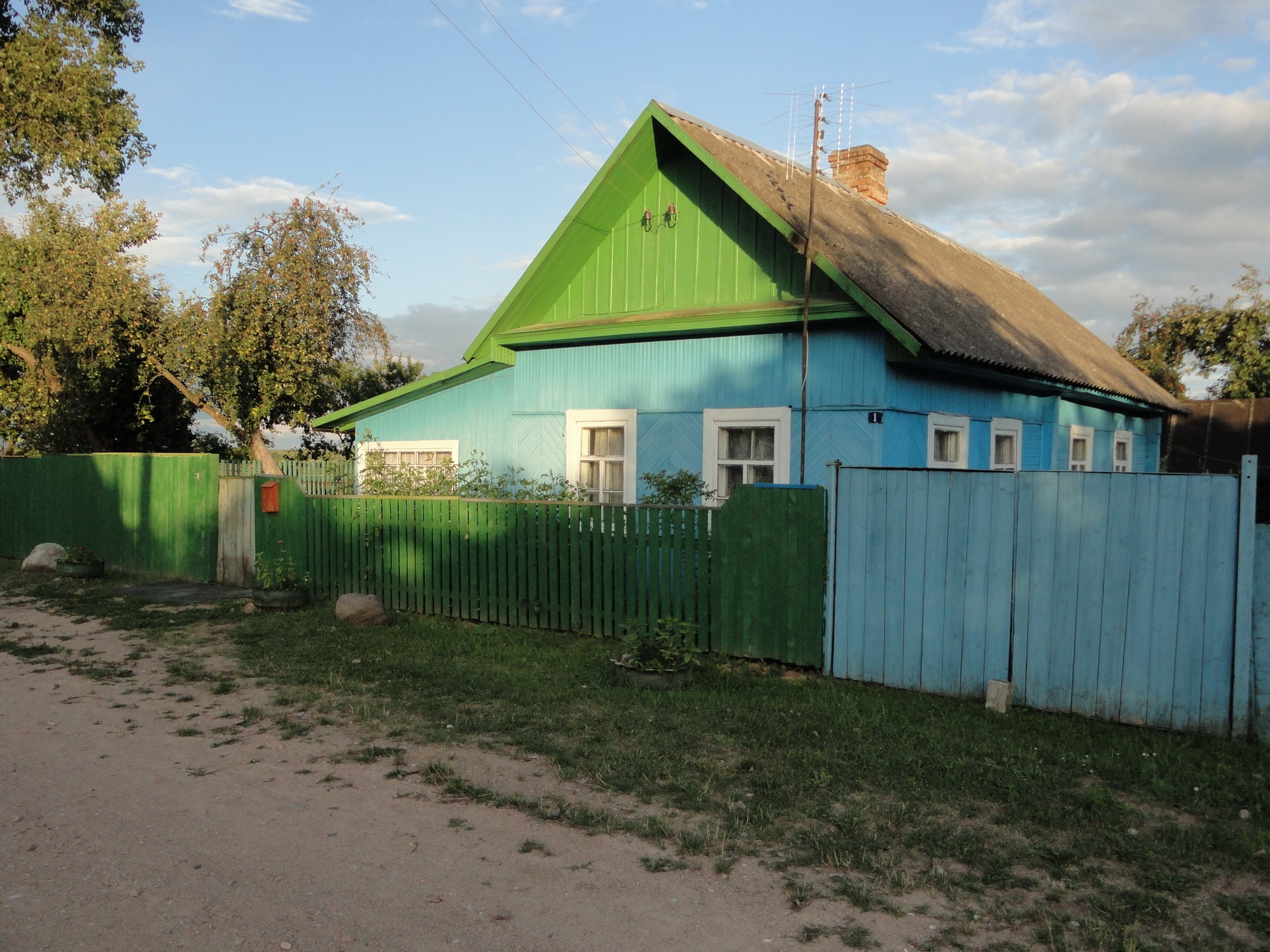
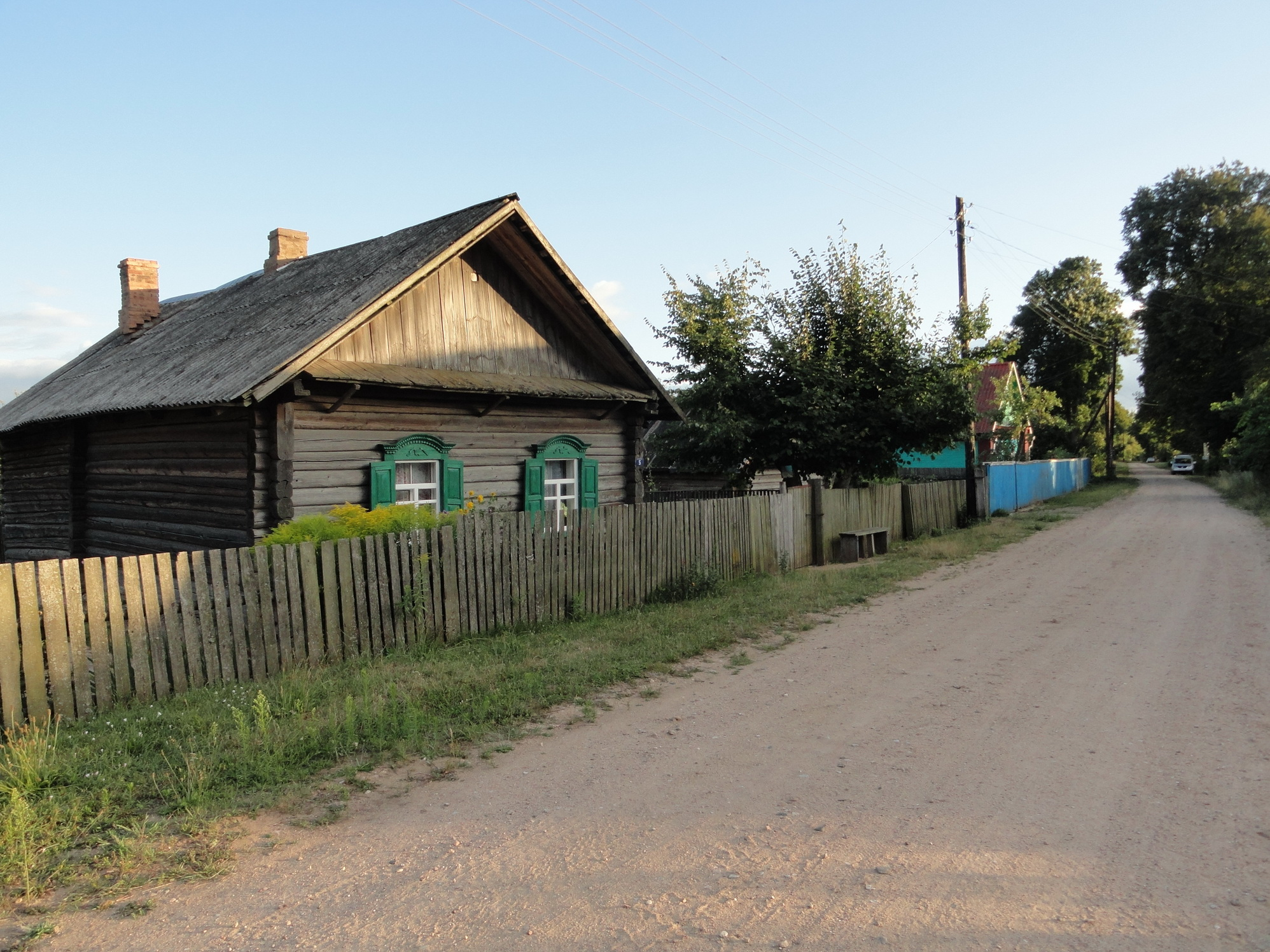
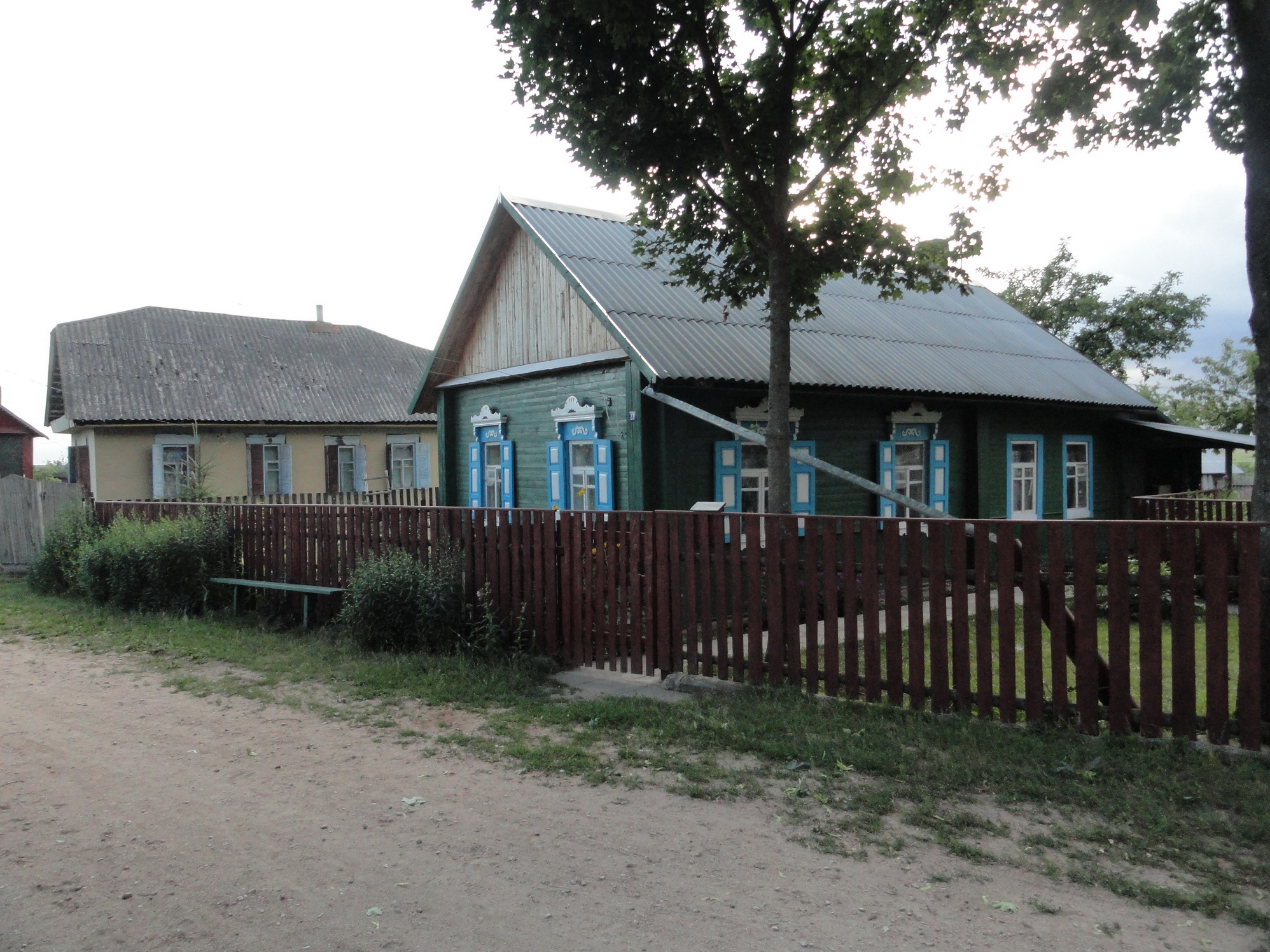
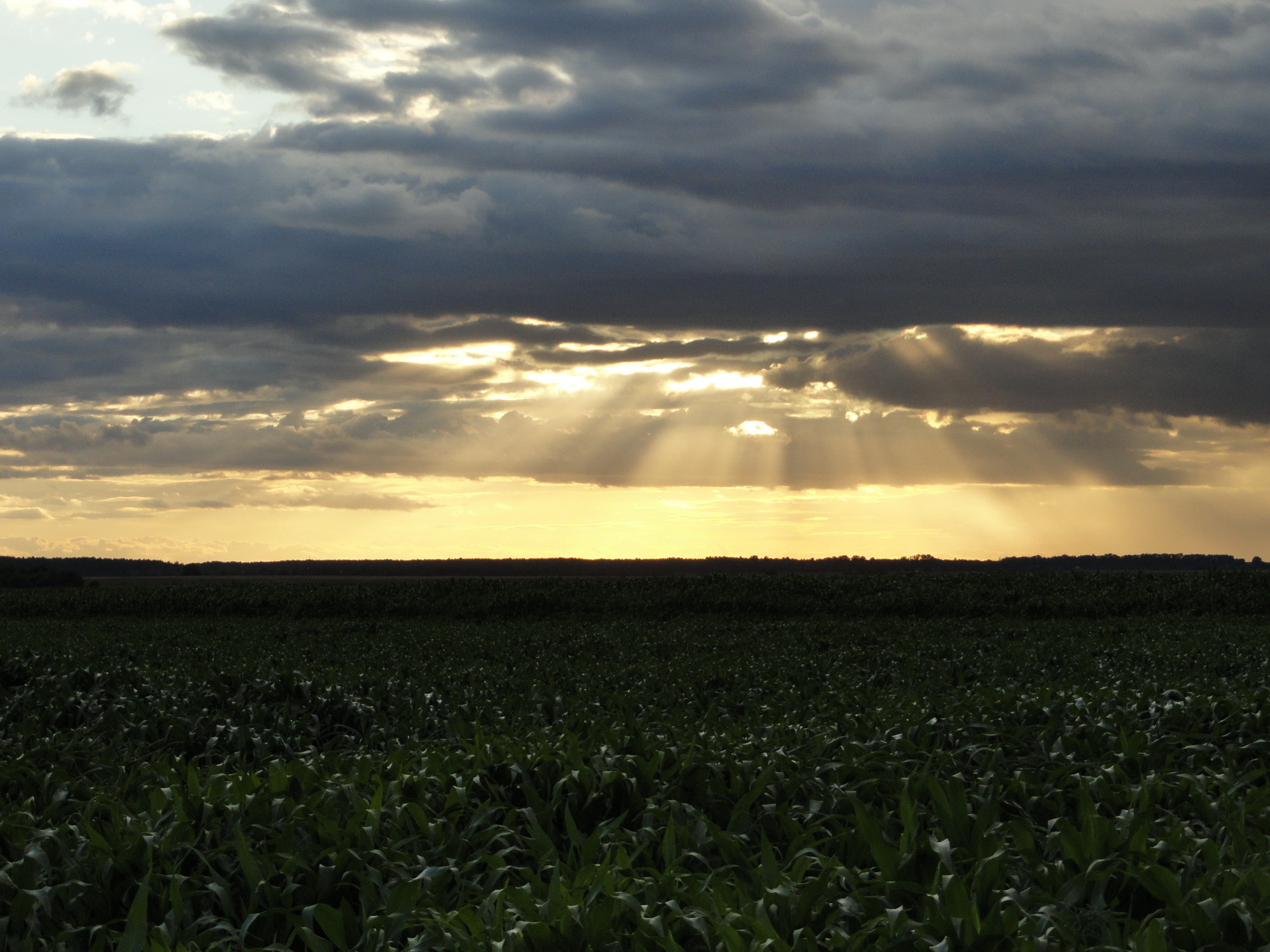
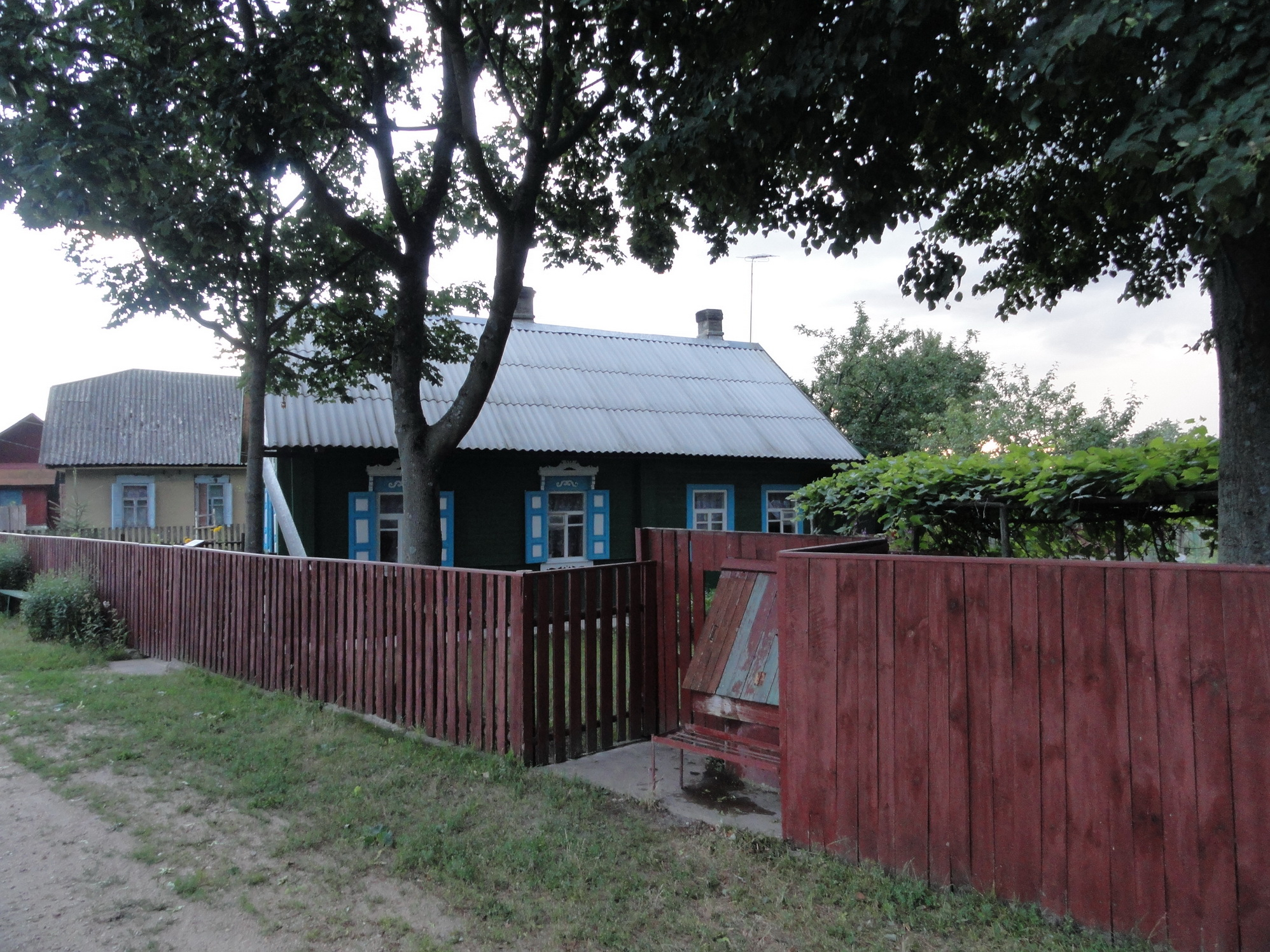
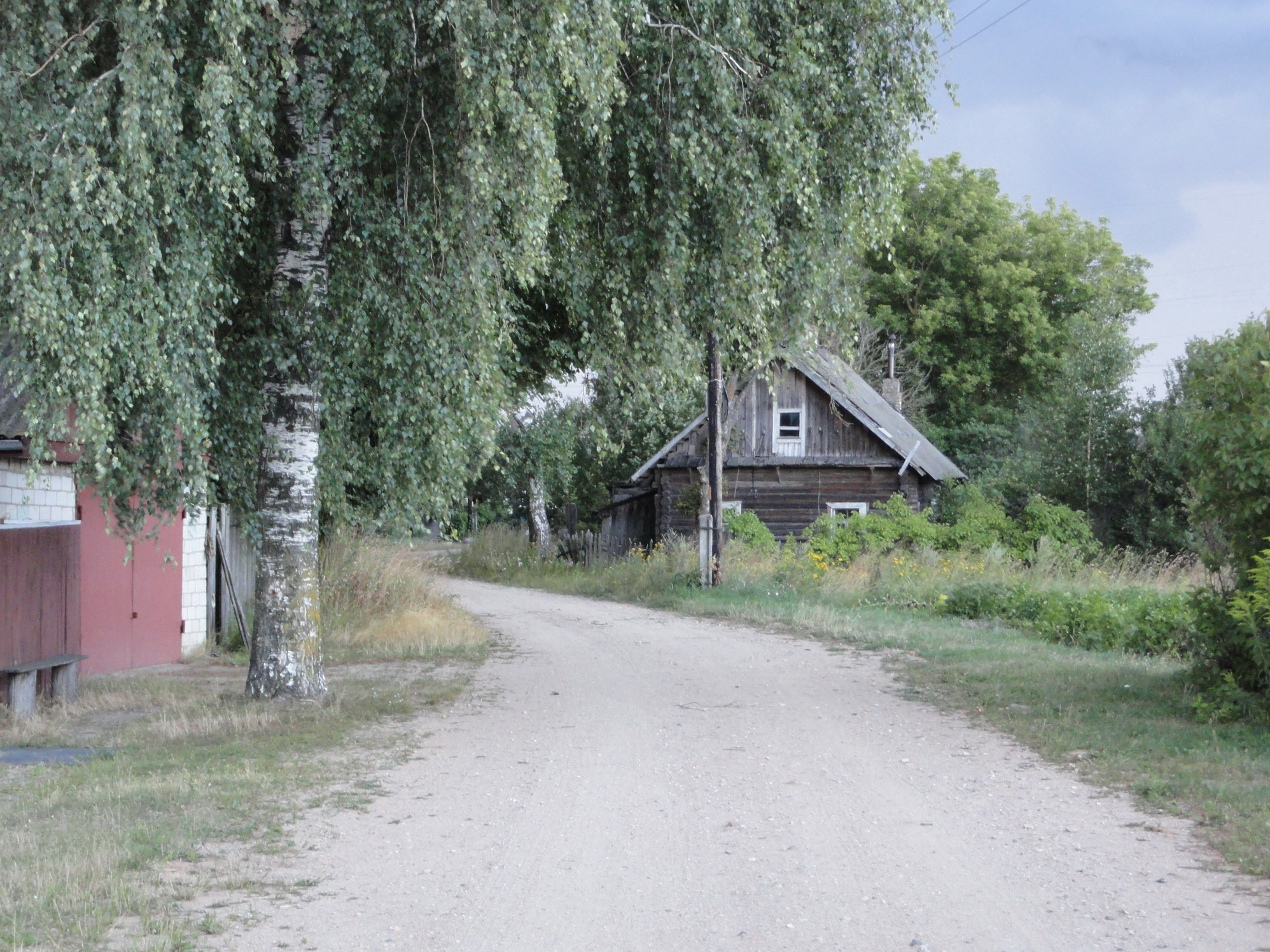

## Население
- 1999 год — 33 человека
- 2010 год — 20 человек